# 韦利米尔·武基切维奇

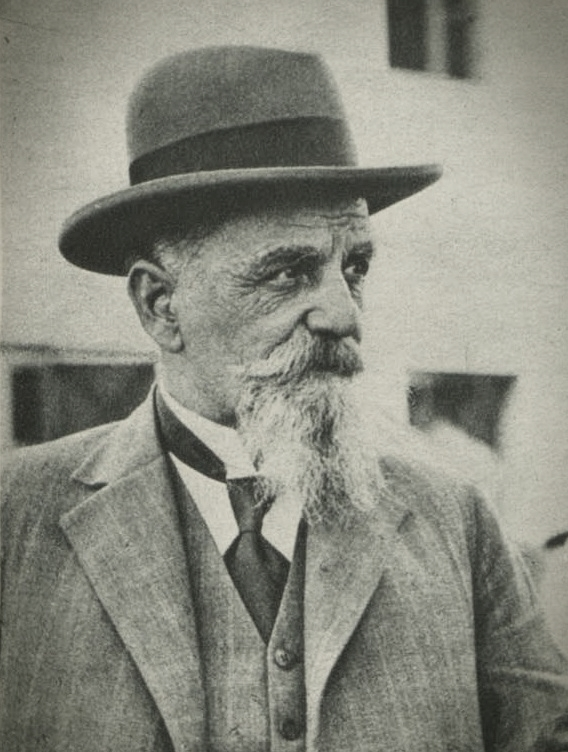
韦利米尔·武基切维奇

韦利米尔·武基切维奇（塞爾維亞語：Велимир Вукићевић，1871年7月11日－1930年11月27日）是一位南斯拉夫塞爾維亞族政治人物，曾在1927年4月17日至1928年7月28日间担任南斯拉夫總理。
武基切维奇原本是位中学教师，之后當選国民议会议员。他曾在尼古拉·帕希奇先后组建的几个内阁中担任大臣。
在他的南斯拉夫總理任期里，反對派斯捷潘·拉迪奇与斯韦托扎尔·普里比切维奇結盟。武基切维奇於是向几家由政府补贴的报社施压，要求他們攻擊這些反對派。結果南斯拉夫议会发生枪击事件造成3名克羅地亞族议员死亡，之後武基切维奇辞职。